# اتوود (ایندیانا)
اتوود (به انگلیسی: Atwood) یک منطقهٔ مسکونی در ایالات متحده آمریکا است که در شهرستان کسیوسکو، ایندیانا واقع شده‌است. اتوود ۲۵۰٫۸۵ متر بالاتر از سطح دریا واقع شده‌است.